# Walenty Franciszek Wężyk
Walenty Franciszek Salezy Wężyk z Osin herbu Wąż (ur. 24 lutego 1705 w Opatowie, zm. 25 października 1766 w Przemyślu) – biskup chełmski w latach (1753–1765), biskup przemyski w latach (1765–1766), prepozyt w Wieluniu, kanonik płocki, gnieźnieński i krakowski.
Był synem Wawrzyńca - wojskiego ostrzeszowskiego i Marianny Olszowskiej 1761, bratem Józefa. Odznaczony Orderem Orła Białego. 
Studiował w Rzymie, święcenia przyjął w 1743 roku. 
Pochowany w podziemiach katedry przemyskiej.